# Keith Tippett
Keith Tippett, właściwie Keith Graham Tippetts (ur. 25 sierpnia 1947 w Bristolu, zm. 14 czerwca 2020) – brytyjski pianista jazzowy, lider, aranżer i kompozytor.

## Życiorys

### Wczesne lata
Ojciec był policjantem. Keith jako dziecko uczęszczał do szkoły Greenway Boys Secondary Modern w Southmead w Bristolu. W szkolnym przedstawieniu Tom Sawyer występował jako sopran. Jeszcze w szkole sformował swój pierwszy zespół jazzowy zwany KT7 (Keith Tippett Seven), który wykonywał utwory popularnego wówczas zespołu The Temperance Seven.
Pierwszą ważną grupą z którą grał był zespół z Południowej Afryki Chris MacGregor's Blue Notes (1966–1967). Z tymi muzykami będzie współpracował w różnych układach aż do obecnego czasu. W 1967 r. opuścił Bristol i przeniósł się do Londynu.
W 1967 r. dokonał pierwszych nagrań (niewydanych) z zespołem Keith Tippett Group. Z częścią muzyków z KTG założył w 1967 r. Keith Tippett Sextet, który czasami w zwiększonym składzie jest Septetem. Grupa ta nagrała pierwszy album You Are Here, and I Am There (1.1970). W 1969 r. jako aranżer brał udział w nagraniu solowego albumu znakomitej wokalistki brytyjskiej Julii Driscoll zatytułowanego 1969. Wkrótce Julie i Keith pobrali się; Julie przyjęła nazwisko Tippetts.

### Lata 70.
Od stycznia do jesieni 1970 r. Keith jako pianista współpracował ze słynną grupą King Crimson i brał udział w nagraniu jej trzech albumów: In the Wake of Poseidon (5.1970) i Lizard (12.1970) i Islands (1971). W tym samym roku wraz z Keith Tippett Group dokonał nagrań dla programu BBC Top Gear.
Z drugim składem swojego KT6 nagrał w 1971 r. drugi album Dedicated to You But You Weren't Listening. Tytuł został zaczerpnięty z kompozycji grupy Soft Machine. W 1971 r. zorganizował swój największy projekt, 50-osobowy zespół Centipede, w skład którego weszli najwybitniejsi muzycy brytyjskiej sceny rockowej i jazzowo-rockowej. Teoretycznie grupa ta działała około pięciu lat, jednak koszty jej utrzymania był tak wielkie, że udało się zorganizować zaledwie kilka koncertów. W 1971 r. ukazał się znakomity podwójny album Septober Energy uznany przez pismo Melody Maker najlepszą płytą 1971 r.
W okresie 1970–1971 oprócz prowadzenia swoich zespołów Tippett brał udział w nagraniach takich grup i muzyków jak B.B. Blunder, Derek Bailey Company, Shelagh McDonald, Harold McNair i Iain Matthews. W 1971 r. działało Keith Tippett Trio, które w 1972 r. przyjęło nazwę Ovary Lodge. Grupa ta stała się później kwartetem; jednym z muzyków i wokalistką była Julie Tippetts. Grupa ta wydała trzy albumy: Blueprint (1972), Ovary Lodge (1973) i koncertowy Ovary Lodge (1975).
W 1974 r. ukazał się album TNT Live firmowany przez Stana Traceya i Keitha Tippetta. W 1975 r. powstała grupa Amalgam; plonem jej działalności jest album Innovations (1975). W tym samym roku Tippett współpracował z Elton Dean's Ninesense (1975-1978). Wydali dwa albumy: koncertowy O! For the Edge (3.1976) i Happy Daze (7.1977). W okresie tym kooperował również z Arthurem Brownem (Dance with Arthur Brown) oraz Peterem Brotzmannem i Harrym Millerem.
Także w 1975 r. ukazał się, firmowany przez Tippetta, Millera i Louisa Moholo, album Sunset Glow. Jednym z najciekawszych projektów 1975 r. był firmowany przez Jacka Lancastera i Robina Lumleya Piotruś i wilk Prokofjewa (album Peter and the Wolf). Na albumie pojawiła się właściwie cała czołówka ówczesnych muzyków, z których każdy grał jakąś rolę; np. Brian Eno był wilkiem, Jack Lancaster dziadkiem itd.
Z kwintetem Nicra nagrał Tippett album Nicra (1975). W rok później ukazała się płyta Cruel But Fair (10.1976) firmowana przez takich muzyków jak Hugh Hopper, Elton Dean, Keith Tippett i Joe Gallivan. Jako członek Elton Dean Quartet nagrał They All Be On This Old Road (11.1976). Rok 1977 rozpoczął się od albumu Piperdream; jest to płyta Marka Chariga z Tippettem i Ann Winter. Także w styczniu razem ze swoimi południowoafrykańskimi przyjaciółmi jako Harry Miller's Ipsingo wydał płytę Family Affair. W tym samym roku pianista nagrał swój album Warm Spirits, Cool Spirits. W styczniu 1978 r. Tippett firmował album In Conference.
W 1978 r. Tippett zorganizował swój drugi orkiestralny projekt Ark. Była to próba nawiązania do tak charyzmatycznego projektu jakim była grupa Centipede. Ark nagrywa album Frames. W tym samym roku był także członkiem grupy swojego południowoafrykańskiego przyjaciela Louisa Moholo – Louis Moholo Octet. Nagrywają album Spirits Rejoice. W 1979 r. Tippett zdecydował się na solową turę koncertową; na koncercie w Holandii została nagrana płyta The Unlonely Raindancer.

### Lata 80.
Rok 1980 był bardzo pracowitym okresem pianisty. Występował z grupą Elton Dean Quintet i nagrał z nimi album Boundaries. Pomiędzy 1980 a 1984 grał i nagrywał płyty w duetach: Luois Moholo & Keith Tippett (No Gossip); Keith Tippet & Howard Riley (First Encounter 1981) oraz On Focus 1984}. Innymi partnerami w duetach tego okresu byli Stan Tracy, Andy Sheppard i Peter Fairclough.
W 1981 r. ukazał się album Mujician. Idea przyświecająca jego nagraniu zamienia się później w stały projekt oraz w grupę muzyczną, która go realizowała.
W latach 80., zwłaszcza pod ich koniec, Tippett odbył szereg koncertowych tur po Japonii, Kanadzie, Stanach Zjednoczonych, Indiach, Litwie i Węgrzech.

### Lata 90.
W 1991 r. wraz z zespołem Mujician koncertował w Gruzji. Zaowocowało to wspólnym projektem muzycznym Mujician & The Georgian Ensemble z 12 gruzińskimi muzykami. Koncertują w Tbilisi, a następnie na Bath International Music Festival. W latach 90. często występował i nagrywał jako muzyk i aranżer z Dedication Orchestra. Występowali na kilku europejskich festiwalach i osobnych koncertach. W maju 1995 r. Tippett został zaproszony do prowadzenia Berlin's Jazz Workshop Orchestra, z którą wykonywał własne kompozycje.
Odegrał także główną rolę w otwarciu Dartington International Summer School, w której zaczęto uczyć improwizacji jazzowej. Skomponował także kilka utworów dla wykonującego współczesną muzykę Composers Ensemble z Mary Wiegold. Dokonał także nagrań z Balanescu String Quartet. W swoim rodzinnym Bristolu poprowadził w tym czasie serię koncertów w ramach Rare Music Club jako założyciel, muzyk i artystyczny dyrektor. W czasie jednego koncertu wykonywano jazz, muzykę współczesną i etniczną.
Napisał muzykę dla Kreutzer String Quartet i koncertował z nim jako kwintet. W październiku 1995 r. dokonali nagrań dla BBC Radio 3, a w 1996 r. wystąpili wspólnie na Bath International Music Festival. Trzeba tu także podkreślić, iż od lat 80. interesował się także muzyką filmową. Już album Frames nagrany z 21-osobową grupą Ark nosił podtytuł Music for an Imaginary Film. Skomponował później muzykę do kilku filmów. W 1995 r. w ramach festiwalu Meltdown wystąpił jako solista w London's National Film Theatre i improwizował muzykę do czterech krótkometrażowych filmów Władysława Starewicza z początków XX wieku.
W kwietniu 1996 r. Tippett z Mujician odbyli tournée po Południowej Afryce, gdzie m.in. współpracowali z grupą Ingoma. W październiku 1997 r. odbyli wspólne tournée. Na początku 1997 r. Tippett wykonał jedną ze swoich ważniejszych kompozycji Linuckea na kwintet fortepianowy na Banlieues Bleues Festival w Paryżu. Sformował także kolejną 21-osobową grupę Tapestry, z którą wykonywał swoją kompozycję First Weaving. Wkrótce potem odbył swoje solowe tournée po Japonii i nagrał podwójny koncertowy album. W 1998 r. grupa Kokoro (jap. serce) wyłoniona z Bournemouth Sinfonietta wykonała jego kompozycję And After All It Was poświęconą jego zmarłej matce Kitty Tippetts.
Nieco później wraz z Mujician wystąpił na Europa Jazz Festival Du Mans. Następnie koncertował jako solista oraz z grupami Tapestry i Mujician na Grenoble Jazz Festival. Ukazały się także jego albumy: solowy Friday the 13th, z Mujician Colours Fulfilled i z Dreamtime Zen Fish. W 1999 r. wystąpił z Mujician na festiwalu w Kanadzie oraz odbył serię solowych koncertów w Japonii, USA i we Włoszech. Z Tapestry koncertował we Włoszech i Francji. Następnie koncertował z Julią Tippetts w Niemczech i Hiszpanii; zwykle w duecie ale i w trio.

### Lata 2000.
Z ciekawych projektów roku 2000 należy wymienić jego koncerty z Julią Tippetts na dwóch dużych festiwalach w Rosji, a potem pięć koncertów jako Couple of Spirit w Wielkiej Brytanii. Nagrana w 1999 r. Linuckea ukazała się na CD. Po tournée z Mujician nagrywają piąty album dla Cuneiform Records. To CD ukazało się latem 2001 r.
W lutym 2001 r. ponownie odbył się festiwal Tippetta w Bristolu – Rare Music Club – według tej samej reguły mieszania różnych rodzajów muzyki w ramach tego samego koncertu. Otwierający festiwal koncert został nagrany i odtworzony w programie Jazz on 3 w BBC Radio 3. W lipcu w ramach tego festiwalu odbyły się trzy solowe występy Alexa Balanescu, Lola Coxhilla i Ayuba Ogady. Kolejne koncerty odbyły się w listopadzie.
W 2002 r. Keith Tippett i Julie Tippetts występowali na Stampod Festival w Leidzie, Wenecji i Rzymie, następnie na Skopje Jazz Festival. Tippett występował także w duecie z Alexem Balanescu i odbył turę koncertową po Wielkiej Brytanii z perkusistą Peterem Faircloughem. Następnie ze swoją grupą Tapestry występował na dużym festiwalu w Lizbonie i w Victoriaville w Kanadzie.
Na początku 2003 r. razem z Mujician Tippett wystąpił ponownie na Banlieues Bleues Festival w Paryżu. Następnie koncertował po Wielkiej Brytanii z Dedication Orchestra. W kwietniu zaproszony przez fińską U.M.O. Jazz Orchestra koncertował z nią; 2-godzinny koncert był transmitowany przez radio. Następnie z Mujician koncertował w Anglii, Chorwacji i Portugalii. Odbył także tournée po Wielkiej Brytanii z 3 pianistami: Stephenem Grew, Patem Thomasem i Howardem Rileyem. Ukazały się także kolejne albumy: Imago (z Peterem Faircloughem), Mpumi (z Louisem Moholo) i Another Part of Story (z Howardem Rileyem & Tilbury).
W maju występował z Mujician na Europe Jazz Festival. Odbyło się także premierowe wykonanie jego nowych kompozycji (m.in. The Monk Watches the Eagle). Latem koncertował solo i z różnymi grupami. Pod koniec sierpnia z włoskim zespołem Canto Generali wystąpił na Talos Festival w Ruvo di Puglia.

## Dyskografia
- 1969 – You Are Here... I Am There (Keith Tippett Group)
- 1969 – In the Wake of Poseidon (King Crimson)
- 1970 – Dedicated to You But You Weren't Listening (Keith Tippett Group)
- 1970 – Lizard (King Crimson)
- 1970 – Shelagh McDonald Album (Shelagh McDonald)
- 1970 – Fable of the Wings (Keith Christmas)
- 1970 – The Fence (Harold McNair)
- 1970 – Epiphany/Epiphanies (Derek Bailey Company) (wyd. 1984)
- 1971 – Septober Energy (Centipede)
- 1971 – Islands (King Crimson)
- 1971 – If I Saw Thro' My Eyes (Iain Matthews)
- 1972 – Blueprint
- 1973 – Ovary Lodge (Ovary Lodge)
- 1974 – Innovations (Amalgam)
- 1974 – TNT (Stan Tracey, Keith Tippett)
- 1975 – Live (Ovary Lodge)
- 1975 – Listen/Hear (Nicra) (wyd. 1977)
- 1975 – Peter and the Wolf (Prokofiev/Jack Lancaster/Robert Lumley)
- 1975 – Which Way Now: Live in Bremen (Harry Miller's Ipsingo) (wyd. 2006)
- 1975 – Dance with Arthur Brown
- 1975/1978 – Live at the BBC (Elton Dean's Ninesense) (wyd. 2003)
- 1976 – Oh! For the Edge (Elton Dean's Ninesense)
- 1976 – They All Be on This Old Road (Elton Dean Quartet)
- 1976 – Cruel But Fair (Hugh Hopper, Elton Dean, Keith Tippett, Joe Gallivan)
- 1977 – Pipedream (Mark Charig)
- 1977 – Family Affair (Harry Miller's Ipsingo)
- 1977 – Happy Daze (Elton Dean's Ninesense)
- 1977 – Warm Spirits, Cool Spirits (Keith Tippett, Julie Tippetts, Trevor Watts, Colin McKenzie)
- 1977 – Mercy Dash (Hugh Hopper, Elton Dean, Keith Tippett, Joe Gallivan)
- 1978 – Frames (Ark)
- 1978 – In Conference (Harry Miller)
- 1978 – Spirits Rejoice (Louis Moholo Octet)
- 1979 – The Unlonely Raindancer
- 1980 – No Gossip (Louis Moholo, Keith Tippett) (wyd. 1982)
- 1980 – Boundaries (Elton Dean Quintet)
- 1981 – Mujician
- 1981 – First Encounter (Howard Riley, Keith Tippett)
- 1982 – Tern (Louis Moholo, Keith Tippett, Larry Stabbins)
- 1982 – Facets (Howard Riley)
- 1983 – Live at Ronnie Scott’s (Weekend)
- 1984 – A Loose Kite in a Gentle Wind Floating with Only My Will for an Anchor (Keith Tippett Septet)
- 1984 – In Focus (Howard Riley, Keith Tippett)
- 1985 – Solo Improvisation/Duet Improvisation
- 1985 – The Supergrass
- 1986 – Mr. Invisible and the Drunken Sheilas (Julie Tippetts, Maggie Nicols, Keith Tippett)
- 1986 – Cathanger '86' (Dreamtime) (wyd. 2004)
- 1986 – Low Flying Aircraft (Low Flying Aircraft – Keith Tippett, David Cross, Dan Maurer, Jim Juhn)
- 1986 – Mujician II
- 1987 – Mujician III (August Air)
- 1987 – Couple in Spirit (Keith Tippett, Julie Tippets)
- 1988 – Trios (Elton Dean)
- 1988 – Duos (Elton Dean)
- 1988 – Two Steps to Easier Breathing: A South African Suite (Persuasion A)
- 1988 – Catechism: The Names We Are Known By (Dennis Gonzalez z Dallas-London Sextet)
- 1990 – The Journey (Mujician)
- 1990 – The Dartington Concert (wyd. 1992)
- 1990 – 66 Shades of Lipstick (Keith Tippett, Andy Sheppard)
- 1991 – Mujician and the Gregorian Ensemble: Bristol Concert

(wydany w 2001, ponownie wydany w 2005 jako CD 1 w Best of Keith & Julie Tippetts)
- 1994 – Spirits Rejoice (Dedication Orchestra)
- 1993 – The Bern Concert (Howard Riley, Keith Tippett)
- 1993 – Twilight Etchings: Radieru (Julie Tippets, Willi Kellers, Keith Tippett) (wyd. 1996)
- 1994 – Poem about the Hero (Mujician)
- 1994 – Ixesha (Dedication Orchestra)
- 1994 – The Vortex Tapes: Quartets (Elton Dean)
- 1994 – Une Croix Dans L'Océan
- 1995 – Wild Silk (Peter Fairclough, Keith Tippett)
- 1995 – Doble Mirror (Stephano Maltese)
- 1995 – Mpume (Louis Moholo) (wyd. 2002)
- 1995 – Birdman (Mujician)
- 1996 – Couple in Spirit II (Keith Tippett, Julie Tippets)

(ponownie wydany w 2005 jako CD 2 w Best of Keith & Julie Tippetts)
- 1996 – Bladik (Elton Dean)
- 1996 – Desire and Liberation (Paul Dunmal Octet)
- 1997 – Bebop Starburst (Paul Dunmal Octet) (wyd. 1999)
- 1997 – Colours Fulfilled (Mujician)
- 1997 – Friday the Thirteenth
- 1998 – Zen Fish (Dreamtime)
- 1998 – Live at Le Mans 1998: First Weaving (Keith Tippett Tapestry Orchestra)
- 1998 – The First Full Turn (RoTToR)
- 1999 – Set of 5: Two Pianos (Daryl Brunswick, Keith Tippett)
- 2000 – Freat Divide (Paul Dunmal Octet)
- 2000 – Onosante (Paul Dunmal, Keith Tippett, Pete Fairclough, Philip Gibbs)
- 2000 – Linuckea
- 2001 – Kunikazu (Paul Dunmal, Keith Tippett, Pete Fairclough, Philip Gibbs, Roberto Bellatalla)
- 2001 – Imago (Peter Fairclough, Keith Tippett)
- 2001 – Mahogany Rain (Keith Tippett, Julie Tippets, Philip Gibbs, Paul Dunmal) (wyd. 2005)
- 2001 – Spacetime (Mujician)
- 2002 – Bridging: The Great Divide (Paul Dunmal Octet)
- 2002 – Another Part of the Story (Howard Riley, Keith Tippett, John Tilbury)
- 2003 – I Wish You Peace (Paul Dunmal Moksha Band)
- 2004 – Live at the Priory (Dartington Trio) (wyd. 2005)
- 2005 – There's no Going Back Now (Mujician)
- 2005 – Pianoforte (Pianoforte)
- 2006 – Vampers and Champers (Duffy Power z Keith Tippett Sextet/John Mc Laughlin etc.)
- 2007 – The Making of Quiet Things (The Number)
- 2007 – Viva la Black Live at Ruvo (Keith Tippett/Julie Tippetts/Louis Moholo – Moholo's Vive-La-Black & Canto General)
- 2008 - Couple in Spirit - Live at the Purcell Room (duet z Julie Tippetts)
- 2009 - Nostalgia 77 Sessions featuring Keith & Julie Tippetts
- 2011 - From Granite to Wind (Keith Tippett Octet - z Paulem Dunmallem, Jamesem Gardiner-Batemanem, Peterem Fairclough, Kevinem Figesem, Thadem Kellym, Julie Tippetts i Benem Waghornem)
- 2011 - In the Moment (z Michael Giles Mad Band)